# Český slavík Mattoni 2016
Dvacáté první udílení Českého slavíka Mattoni se konalo 26. listopadu v Hudebním divadle Karlín. Galavečer byl vysílán televizí Nova od 20:20 středoevropského času a moderoval ho Ondřej Sokol. Absolutním vítězem se po páté stal Karel Gott, který získal i první místo v kategorii Zpěvák roku.

## Vítězové

### Zpěvák
- Karel Gott (36 934)
- Tomáš Ortel (16 432)
- Michal David (12 304)
- Tomáš Klus (11 766)
- Joakim Brodén (9 826)

### Zpěvačka
- Lucie Bílá (33 398)
- Lucie Vondráčková (26 549)
- Ewa Farna (18 353)
- Monika Absolonová (9 448)
- Marta Jandová (7 122)

### Skupina
- Kabát (22 965)
- Ortel (20 245)
- Chinaski (14 089)
- Kryštof (13 510)
- Slza (12 122)

### Slavíci bez hranic
- No Name (15 450 bodů)
- Miro Žbirka (8 820 bodů)
- Elán (8 598 bodů)
- Horkýže Slíže (7 839 bodů)
- Pavol Habera (5 802 bodů)
- Marika Gombitová (5 304 bodů)

### Objev roku
- Pekař

### Nejstreamovanější česká skladba
- Ben Cristovao – „ASIO“

### Nejoblíbenější píseň posluchačů Rádia Impuls
- Karel Gott – „Země Vstává“

### Hvězda internetu
- Porty

### Absolutní slavík
- Karel Gott